# Providence Stadium
Le Providence Stadium, également connu sous le nom de Guyana National Stadium, est un stade omnisports guyanien (servant principalement pour le cricket et le football) situé à Providence, banlieue sud de Georgetown, la capitale du pays.
Le stade, doté d'une capacité de 15 000 places et inauguré en 2006, sert de domicile pour l'équipe du Guyana de cricket et pour l'équipe de cricket des Guyana Amazon Warriors, ainsi que pour l'équipe du Guyana de football.

## Événements
- 2007 : Coupe du monde de cricket (6 matchs)
- 2010 : ICC World Twenty20 (6 matchs)

## Galerie

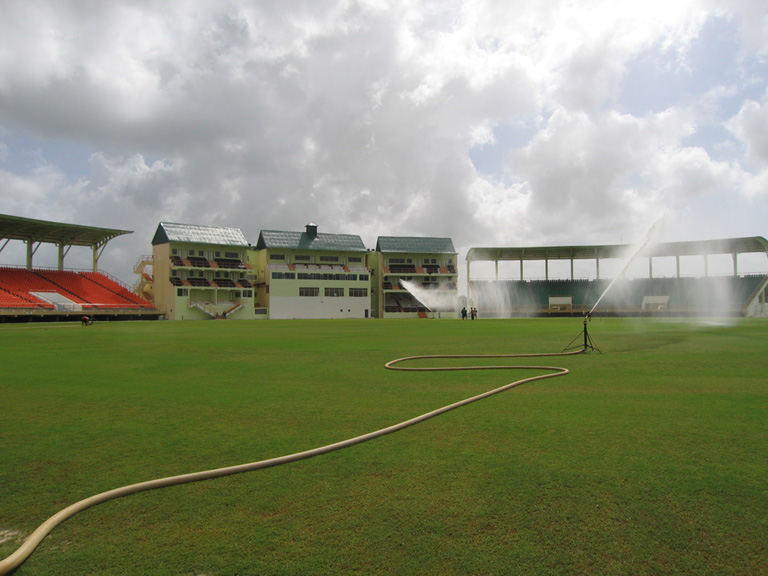
Tuyaux d'arrosage du terrain
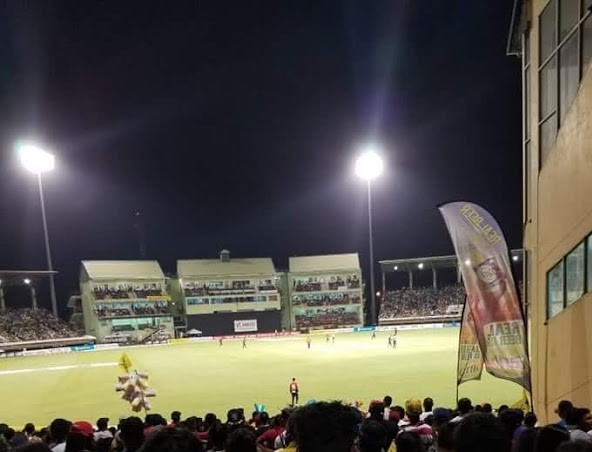
Match de cricket entre les Guyana Amazon Warriors et les Trinbago Knight Riders en 2018